# Palo Hueco, Delstaten Mexiko
Palo Hueco är en ort i Mexiko.   Den ligger i kommunen Villa del Carbón och delstaten Mexiko, i den sydöstra delen av landet, 50 km nordväst om huvudstaden Mexico City. Palo Hueco ligger 2 625 meter över havet och antalet invånare är 414.
Terrängen runt Palo Hueco är kuperad. Runt Palo Hueco är det tätbefolkat, med 308 invånare per kvadratkilometer. Närmaste större samhälle är Progreso Industrial, 18,1 km sydost om Palo Hueco. I omgivningarna runt Palo Hueco växer huvudsakligen savannskog.